# Joseph Michael Langford
Pour les articles homonymes, voir Langford.
Joseph Michael Langford, MC. (né le 25 juin 1951, dans l'Ohio - États-Unis, décédé à Tijuana - Mexique le 14 octobre 2010) est un prêtre, qui fonda avec Mère Teresa la branche sacerdotale des Missionnaires de la Charité.

## Biographie
Né dans l'Ohio, il fait ses études de philosophie et de théologie à Rome.
Le 17 août 1972, il est très marqué par un livre sur Mère Teresa de Malcolm Muggeridge qu'il achète. Il décide alors d'être volontaire avec les frères et les sœurs des missionnaires de la Charité présents à Rome. Il poursuit son séminaire et est ordonné prêtre le 25 mars 1978.
Il rencontre à plusieurs reprises Mère Teresa quand elle visite les missionnaires de la Charité présents à Rome, et lui propose de fonder un nouvel ordre religieux au sein des missionnaires de la Charité en 1983. Après avoir demandé des conseils auprès du Vatican, l'ordre religieux des Pères missionnaires de la Charité est créé et la première maison est fondée dans le Bronx aux États-Unis.
Joseph Langford demande alors de préciser les fondements spirituels de Mère Teresa, pour la nouvelle congrégation qui naît, Joseph Langford pousse Mère Teresa à décrire son expérience spirituelle de la Soif, ce que Mère Teresa fera au cours de l'année 1992. Elle lui demande d'expliquer plus tard son message. Mère Teresa explique dans une lettre, la lettre de Varanasi le 25 mars 1993, cette expérience de la Soif.
Il fait part de son vœu de fonder une branche de prêtres missionnaires de la charité à Mère Teresa qui accepte. Il part pour Tijuana le 25 juin 1988 et devient entre 1996 et 1998, supérieur général des Pères missionnaires de la Charité.
En 2008, Joseph Langford écrit un livre sur Mère Teresa, Mère Teresa, le feu secret, expliquant sa doctrine sur la soif qu'a expérimenté Mère Teresa. Il meurt en octobre 2010 au Mexique.